# Wenzi
Le Wenzi 文子 ([Livre de] Maître Wen), attribué à un disciple de Laozi, est un ouvrage majoritairement taoïste, qui se présente comme une prolongation du Livre de la Voie et de la Vertu mais comprend aussi des passages se rattachant à d’autres écoles : confucianisme, mohisme, légisme et école des Noms. Les estimations concernant la date de rédaction des parties les plus anciennes vont du IVe siècle av. J.-C. au IIe siècle av. J.-C.. Le texte a été remanié au cours du temps, comme le montrent les différences entre l’exemplaire sur bambou retrouvé en 1973 et la version actuelle, dont l’essentiel proviendrait d’une réécriture entre les IIIe et VIIIe siècles.
Outre les parallélismes avec le Livre de la Voie et de la Vertu, plusieurs passages ont leur équivalent dans le Huainanzi. Il présente aussi des similitudes avec le Yuandao 原道, l’un des Livres de l’Empereur jaune, et contient des citations du Zhuangzi, du Yijing, du Mengzi, du Lüshi Chunqiu et du Xiaojing. 
Il fut canonisé en 742 sous les Tang avec le Livre de la Voie et de la Vertu, le Zhuangzi, le Liezi et le Gengsangzi, sous le titre honorifique de Tongxuan zhenjing 通玄真經 « Authentique classique du mystère pénétrant ». Son auteur supposé reçut le titre d’« Immortel du Mystère pénétrant » Tongxuan Zhenren 通玄真人. 
Il a parfois été attribué à Laozi, par Thomas Cleary par exemple, dans l'introduction de sa traduction en anglais (1991).

## Auteur
Les premières mentions biographiques concernant Wenzi se trouvent dans le Livre des Han, qui en fait un contemporain à la fois du roi Ping de Zhou (VIIIe siècle av. J.-C.) et de Confucius (V-VIe siècle av. J.-C.). Pour expliquer cette contradiction, les spécialistes envisagent une erreur sur le nom du roi ou l’existence de deux Wenzi. Un commentaire datant du début du VIe siècle lui attribue le nom de famille Xin 辛 et le pseudonyme Jiran 計然, et en fait un collaborateur du politicien de Yue Fan Li 范蠡. Selon Du Daojian (1237-1318), il s’appelait Xin Xing 辛銒, Xing étant son prénom social. Noble originaire de Jin, il vivait à Kuiqiu 葵丘 dans l’état de Song, d’où son autre appellation de Song Xing 宋銒.

## Histoire du texte
On trouve la première mention d’un Wenzi en neuf fascicules dans le Qilue 七略 de Liu Xiang. Le Livre des Han ajoute qu’il s’agirait d’un apocryphe. En 523, on lui attribue dix fascicules. Les Livre des Sui et Livre des Tang lui en attribuent douze.
La version la plus ancienne contenue dans le canon taoïste est celle commentée par Xu Lingfu 徐灵府 (~760-841) des Tang. Il existe aussi un commentaire des Song par Zhu Bian 朱弁 (ca. 1085-1144) et un des Yuan par Du Daojian 杜道坚 (1237-1318). Ce dernier prétendit en avoir retrouvé un exemplaire d’origine dans le monastère de Tongxuan au Zhejiang, c’est pourquoi son commentaire fut considéré ensuite comme faisant autorité.
En 1973 fut retrouvée dans la tombe du prince Huai de Zhongshan (d.55 av. J.-C.) près de Dingzhou une version sur lamelles de bambou partiellement endommagée par le feu, dont la transcription fut publiée en 1995 dans Wenwu. Ce texte ancien se présente comme les réponses de Wenzi au roi Ping de Zhou et non comme celles de Laozi à Wenzi (version actuelle) et seulement une partie s’en retrouve dans l’ouvrage actuel, dans six des douze chapitres. 
Les opinions concernant la date du premier Wenzi continuent de diverger. Ho Che Wah considère qu’il s’agit d’un apocryphe datant des Han occidentaux s’inspirant en majorité du Huainanzi, mais d’autres pensent qu’il fut rédigé avant les Qin en réponse à la large diffusion du Livre de la Voie et de la Vertu. Il aurait tout d’abord été recopié par les auteurs du Huainanzi, puis le texte original ayant été partiellement perdu, il aurait été recomplété à partir des passages similaires du Huainanzi.